# Ташказган
Ташказган (рос. Ташказган) — селище у Агаповському районі Челябінської області Російської Федерації.
Входить до складу муніципального утворення Світлогорське сільське поселення. Населення становить 293 особи (2010).

## Історія
Від 18 січня 1935 року належить до Агаповського району Челябінської області, утвореного спочатку у складі Магнітного округу.
Згідно із законом від 26 серпня 2004 року органом місцевого самоврядування є Світлогорське сільське поселення.

## Населення
| 2002 | 2010 |
| ---- | ---- |
| 292  | ↗293 |